# Jean-Baptiste Del Amo

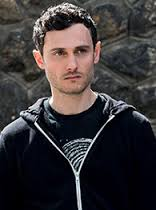
Jean-Baptiste Del Amo (2014)

Jean-Baptiste Del Amo (geboren als Jean-Baptiste Garcia am 25. November 1981 in Toulouse) ist ein französischer Schriftsteller.  

## Leben
Jean-Baptiste Garcia wuchs in Fontenilles auf. Er arbeitete nach dem Studium einige Monate in einer AIDS-Hilfe-Organisation in Afrika. Er schrieb darüber die Erzählung Ne rien faire, die er unter dem Pseudonym Del Amo, dem Namen seiner Großmutter, veröffentlichte. Sein erster Roman Die Erziehung erschien 2008 und wurde 2009 mit dem Prix Goncourt du premier roman sowie mit weiteren Preisen ausgezeichnet. Sein Roman Règne animal erhielt 2017 den Prix du Livre Inter.
2010/11 war Del Amo Stipendiat der Villa Médicis der Académie de France à Rome, 2015 war er Gast in der Villa Kujoyama. Del Amo engagiert sich für die Ziele der Tierschutzorganisation L214 éthique & animaux.

## Werke (Auswahl)
- Ne rien faire et autres nouvelles. Buchet-Chastel, 2006 ISBN 978-2-2830-2278-8
- Une éducation libertine. Gallimard, 2008
  - Die Erziehung. Übers. Lis Künzli. btb, München 2013
- Le sel. Gallimard, 2010
  - Das Salz. Roman. Übers. Lis Künzli. btb, München 2014
- Hervé Guibert, photographe, éditions Gallimard, 2010 ISBN 2070132552
  - Hervé Guibert: Photographien. Mit einem Text von Jean-Baptiste Del Amo. Übers. Sophia Marzolff. Schirmer Mosel, München 2011
- Pornographia. Gallimard, 2013
- Règne animal. 2016
  - Tierreich. Roman. Übers. Karin Uttendörfer. Matthes & Seitz, Berlin 2019[2]
- L214, une voix pour les animaux. Arthaud, 2017
- Comme toi. Illustr. von Pauline Martin. Albums Gallimard Jeunesse, 2017